# Катеринівська сільська рада (Веселинівський район)
Катери́нівська сільська́ ра́да — колишній орган місцевого самоврядування в Веселинівському районі Миколаївської області. Адміністративний центр — село Катеринівка.

## Загальні відомості
- Катеринівська сільська рада утворена в 1930 році.
- Територія ради: 3,435 км²
- Населення ради: 1 893 особи (станом на 2001 рік)

## Населені пункти
Сільській раді були підпорядковані населені пункти:
- с. Катеринівка
- с. Весняна Квітка
- с. Новокатеринівка

## Склад ради
Рада складалася з 16 депутатів та голови.
- Голова ради: Гасюк Павло Петрович
- Секретар ради: Висоцька Світлана Іванівна

### Керівний склад попередніх скликань
| ПІБ                      | Основні відомості                                                                       | Дата обрання | Дата звільнення |
| ------------------------ | --------------------------------------------------------------------------------------- | ------------ | --------------- |
| Кушнір Віктор Степанович | Сільський голова, 1957 року народження, член Народної партії                            | 26.03.2006   | 31.10.2010      |
| Гасюк Павло Петрович     | Сільський голова, 1966 року народження, освіта середня спеціальна, член Партії регіонів | 31.10.2010   |                 |

Примітка: таблиця складена за даними сайту Верховної Ради України